# Arinna
Arinna város jelentős kultuszhely volt, DUTUURUArinna a hettita a Napkultusz istennőjének városa. A sumer DINGIR és UTU írásjelek együttes használata (𒀭𒌓) istenséggel kapcsolatos fogalomra mutat, az URU ideogramma (𒌷) viszont területi jellegre utal, ezért általában Arinna (város) Napistennője kifejezéssel fordítják a nevét. Két másik napisten – UTU-nepiszasz és UTU-taknasz (körülbelül az Égi nap és a Földi nap) – melletti harmadik napisten volt. Férje Tarhuntasz, az időjárás istene. A név etimológiája a hatti nyelvben a Földanya kifejezésre vezethető vissza, így termékenység-jelképi szerepe is lehetett. A hettita királyeszményben is fontos szerepet játszott, hagyományos uralkodói cím volt a DUTU-ši (az „én Napom”).
Arinna település Hattuszaszhoz, a Hettita Birodalom fővárosához közel terült el. A kultusz már igen korai időkből ismert, valószínűleg a hattik eredeti kultuszának főisteni párját alkották, mivel a hatti pantheont a Napistennő és Tarhuntasz gyermekei alkották. A hettiták idejében is erős tiszteletben részesültek, a későbbi hurri kulturális befolyás hatására az arinnai kultuszok szinkretizálódtak Hebat rítusaival, ahogyan Tarhuntasz azonosult Teszubbal. A királyi kultuszokban jelentőségét I. Hattuszilisz idején nyerte el, mert az ő koronázási szertartását Arinnában végezték el, és a későbbi uralkodók is igyekeztek az itteni legitimációval élni. Az arinnai Nap és leánya, Meculla részesültek a legtöbb áldozatban a hettita korokban.
Arinna Napistennőjének jellegzetességei más istenek kultuszaiban is megjelennek. Tiszteletét néha nehéz elválasztani Isztanutól (hatti Esztan, palai Tijac, luvi Tivat, hurri Simegi, akkád Samas), amelynek során külön nehézséget jelent, hogy ezen istenek többsége hímnemű nevet visel, tehát vélhetően férfiak voltak. Általában az időjárást szabályozó istenségek társaságában jelenik meg, Nerikben például Vuruszemusz viharistennő anyjaként. Egyes változatokban Vuruszemusz azonos Arinnával, ekkor Nerik viharisten anyja és Isztanu felesége. Esztan istennő kultuszával is összeolvadhatott. Később, a hurri kulturális befolyás időszakában kultusza Hebat kultuszával olvadt össze.
II. Murszilisz különösen nagy figyelmet szentelt Arinna kultuszának ápolására.

## Külső hivatkozások
- Hittites.info
- Hittite-hurrian Mythology